# Seznam brazilskih politikov
Seznam brazilskih politikov.

## A
- Geraldo Alckmin
- José de Alencar
- Pedro Américo
- Esperidião Amin
- Osvaldo Aranha

## B
- Adhemar de Barros
- Artur Bernardes
- Jair Bolsonaro
- Venceslau Brás Pereira Gomes
- Joaquim Francisco de Assis Brasil

## C
- Fernando Henrique Cardoso (1931-)
- Luiz Alves Caxias
- Fernando Collor de Mello
- Bruno Covas
- Mário Covas

## D
- João Doria Júnior
- Eurico Gaspar Dutra

## F
- Hermes (Rodrigues da) Fonseca
- Manoel Fonseca
- Itamar Franco
- Bruna Furlan
- Rubens Furlan

## G
- Ernesto Geisel
- Ciro Gomes
- João Goulart
- Lars Grael
- Paulo Guedes?

## K
- Juscelino Kubitschek (1902-1976)

## L
- Carlos Lacerda (1914-1977)
- Jorge de Lima (1893-1953)
- José Vicente Faria Lima (1909-1969)
- Washington Luís

## M
- Cesar Maia
- Paulo Maluf
- Carlos Marighella (1911-1969)
- Fernando Collor de Mello
- Custódio de Melo
- Margareth Menezes
- André Franco Montoro
- Delfim Moreira da Costa Ribeiro
- Antônio Hamilton Mourão

## N
- Coelho Neto
- Aécio Neves
- Tancredo Neves (1910-1985)

## P
- Eduardo Paes
- Nilo Peçanha
- Afonso (Augusto Moreira) Pena
- Epitácio Pessoa
- Júlio Prestes

## Q
- Jânio Quadros
- Orestes Quércia

## R
- Graciliano Ramos
- Augusto Heleno Ribeiro Pereira
- Enivaldo Ribeiro
- Sílvio Romero
- Baleia Rossi
- Wagner Rossi
- Dilma Rousseff

## S
- José Sarney (1930-)
- Mário Schenberg
- Golbery de Couto e Silva
- José Bonifácio de Andrade e Silva
- Luiz Inácio Lula da Silva
- Jorge Roberto Silveira
- Lauro Sodré
- Marta Suplicy

## T
- Michel Temer

## V
- Vitorio Valim
- Getúlio Vargas (1883-1954)